# Hospital Infantil Cândido Fontoura
O Hospital Infantil Cândido Fontoura é um hospital localizado na zona leste de São Paulo (entre os bairros da Mooca e Água Rasa) especializado no atendimento de crianças e adolescentes. É a maior unidade hospitalar infantil do estado de São Paulo e conta com 118 leitos.
Oferece atendimento médico-hospitalar de média complexidade a crianças e aos adolescentes.
Oferece pronto-atendimento 24 horas, internação hospitalar, ambulatório de especialidades pediátricas, além de cirurgias de pequeno e médio porte, UTI pediátrica, UTI neo-natal e berçário externo. 
Atendimento nas seguintes especialidades em nível ambulatorial: cardiologia, cirurgia pediátrica, dermatologia, endocrinologia, gastroenterologia, oftalmologia, ortopedia, otorrinolaringologia, moléstias infecciosas, neurologia, pneumologia, psicologia e nutrição.
No ano de 2007 passou por uma reforma e ganhou novos equipamentos como uma UTI móvel, maior espaço físico e mais leitos e consultório.
O Hospital estadual nasceu, dia 30 de setembro de 1958, com a vocação de cuidar de crianças e adolescentes. Seu nome tem forte ligação com o público infantil. Homenageia o farmacêutico Cândido Fontoura Silveira, inventor do Biotônico Fontoura, fortificante amplamente adotado como complemento alimentar da criançada. Sua construção atendeu a solicitação da população que não dispunha de serviço semelhante na região.
Nessa época, dedicava-se a tratar de diarreias agudas, desidratação e broncopneumonias. Enfrentou o desafio de conter a epidemia de meningite em São Paulo na década de 1970. Hoje, a equipe médica lida com quase 10 mil patologias. Atualmente é referência em atendimento médio hospitalar, ambulatorial e de urgência dos jovens pacientes. Oferece assistência em cardiologia, nefrologia, dermatologia, otorrinolaringologia, endocrinologia, neurologia, cirurgia infantil, psiquiatria, oftalmologia, ortopedia, gastroenterologia, nutrição, psicologia e molésticas infecto-contagiosas. Não atende casos de traumas.
Equipamentos sofisticados – Na nova rotina instituída no hospital, ao entrar no Pronto Socorro a criança é pesada e sua temperatura, aferida. Se estiver com febre, é medicada imediatamente. Depois, passa por consulta com o clínico geral e encaminhada para exames, se necessário. Febril e indisposto, Albert Alves da Silva, de 3 anos, chegou ao local e foi medicado. Depois, fez inalação e recebeu soro para curar uma virose. Ao retornar ao consultório, o pequeno dirigiu-se de imediato ao médico para que ele tirasse a agulha do braço que o impedia de brincar.
Para casos mais graves, o hospital dispõe de equipamentos de emergência, como desfibriladores. Com equipamentos de última geração, espaço físico mais adequado (2.880 metros de área construída), informatização e a equipe médica preparada, o hospital tem aumentado os atendimentos e melhorado a qualidade dos serviços, afirma a diretora, Ana Chadad. “Nossa UTI nada fica a dever a hospitais como o Sírio Libanês”, garante orgulhosa. Em cada UTI (neonatal e pediátrica) há 14 leitos.
Pelos corredores, cujas paredes são enfeitadas com painéis, quadros e desenhos de temática infantil, circulam por mês três mil crianças e adolescentes para fazer exames de raios-X. Outras 280 passam pelo ultra-som. O hospital dispõe de ultra-som com doppler, ecocardiograma, eletrocardiograma, eletroencefalograma e laboratório de análises clínicas.